# Ponte estradossato
Il ponte estradosso (ponte estradosso, grande cavo esterno eccentrico) è uno dei tipi di ponti in cemento precompresso  con una struttura di cavo esterno che supporta la trave principale con una torre principale e elementi diagonali. L'Odawara Blue Way Bridge, completato nel 1994, è considerato il primo al mondo. Nel 2000 il ponte sul fiume Naruse con una struttura a pinna posteriore e nel 2001 (Heisei 13), fu costruito un metodo di costruzione in cui un cavo eccentrico salta verso la parte inferiore del ponte. Due esempi di ponte estradossato sono dati dal ponte Sunniberg, in Svizzera e dal ponte Calafat- Vidin, un ponte sul Danubio che collega Romania e Bulgaria